# بدجر (مینه‌سوتا)
بدجر، مینه‌سوتا (به انگلیسی: Badger, Minnesota) یک شهر در ایالات متحده آمریکا است که در مینه‌سوتا واقع شده‌است.

## خصوصیات
بدجر ۳٫۴۴ کیلومترمربع مساحت و ۳۷۵ نفر جمعیت دارد و ۳۳۰ متر بالاتر از سطح دریا واقع شده‌است.